# Осмонд (Небраска)
Осмонд (енгл. Osmond) град је у америчкој савезној држави Небраска.

## Демографија
По попису из 2010. године број становника је 783, што је 13 (-1,6%) становника мање него 2000. године.
| Група             | 2000.       | 2010.       |
| Белци             | 777 (97,6%) | 756 (96,6%) |
| Афроамериканци    | 1 (0,1%)    | 2 (0,3%)    |
| Азијати           | 5 (0,6%)    | 2 (0,3%)    |
| Хиспаноамериканци | 10 (1,3%)   | 14 (1,8%)   |
| Укупно            | 796         | 783         |